# سانتا ماریا دگلی آنجلو (آسیزی)
سانتا ماریا دگلی آنجلو (به ایتالیایی: Santa Maria degli Angeli) یک منطقهٔ مسکونی در ایتالیا است که در آسیزی واقع شده‌است. سانتا ماریا دگلی آنجلو ۶٬۶۶۵ نفر جمعیت دارد و ۲۱۸ متر بالاتر از سطح دریا واقع شده‌است.

## خواهرخوانده
شهر لس آنجلس خواهرخواندهٔ سانتا ماریا دگلی آنجلو (آسیزی) هست.